# قلعه بردی سفلی
قلعه بردی سفلی، روستایی از توابع بخش تشان شهرستان بهبهان در استان خوزستان ایران است.

## جمعیت
این روستا در دهستان تشان‌غربی قرار دارد و براساس سرشماری مرکز آمار ایران در سال ۱۳۸۵، جمعیت ۲۸ نفرکه شامل یازده خانوار بوده‌است.